# ت ع م+01:00
| أزرق فاتح | توقيت غرب أوروبا / توقيت غرينيتش (UTC)                                         |
| أزرق      | توقيت غرب أوروبا / توقيت غرينيتش (UTC)                                         |
| أزرق      | توقيت غرب أوروبا الصيفي / توقيت بريطانيا الصيفي / توقيت أيرلندا الرسمي (UTC+1) |
| أحمر      | توقيت وسط أوروبا (UTC+1)                                                       |
| أحمر      | توقيت وسط أوروبا الصيفي (UTC+2)                                                |
| أصفر      | توقيت شرق أوروبا / توقيت كالينينغراد (UTC+2)                                   |
| ذهبي      | توقيت شرق أوروبا (UTC+2)                                                       |
| ذهبي      | توقيت شرق أوروبا الصيفي (UTC+3)                                                |
| أخضر      | توقيت موسكو / توقيت تركيا (UTC+3)                                              |
| فيروزي    | توقيت أرمينيا / توقيت أذربيجان / توقيت جورجيا (UTC+4)                          |

|  | ت ع م−01:00 | توقيت الرأس الأخضر                                                                |
|  | ت ع م±00:00 | توقيت غرب أوروبا، توقيت غرينيتش                                                   |
|  | ت ع م+01:00 | توقيت وسط أوروبا، توقيت غرب إفريقيا، توقيت غرب أوروبا الصيفي                      |
|  | ت ع م+02:00 | توقيت شرق أوروبا، توقيت وسط إفريقيا، توقيت غرب إفريقيا الصيفي، توقيت جنوب إفريقيا |
|  | ت ع م+03:00 | التوقيت العربي القياسي، توقيت شرق إفريقيا                                         |
|  | ت ع م+04:00 | توقيت موريشيوس، توقيت سيشل                                                        |

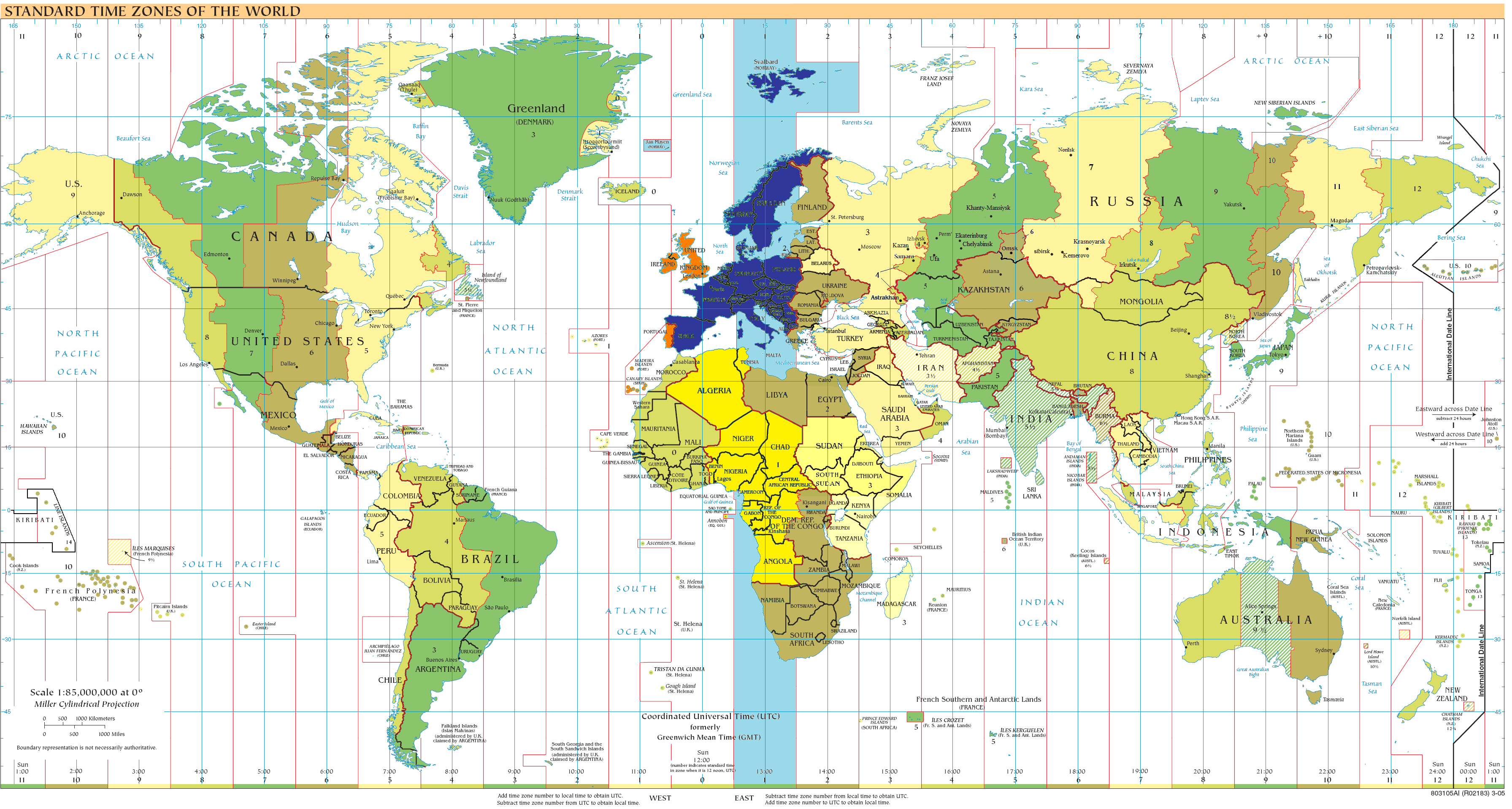
ت ع م+01:00 - الأزرق (شتاءًا)، البرتقالي (صيفًا)، الأصفر (طوال السنة)، السماوي - المناطق البحرية

ت ع م+01:00 (بالإنجليزية: UTC+01:00)‏، هو معرف لمنطقة زمنية تقع قبل التوقيت العالمي المنسق (ت ع م) بساعة واحدة +01، و يستخدم لقياس الوقت.

## التوقيت الرسمي

### طوال السنة
أفريقيا
- الجزائر
- المغرب
- تونس
- أنغولا
- بنين [1]
- الكاميرون
- جمهورية أفريقيا الوسطى
- تشاد
- جمهورية الكونغو
- جمهورية الكونغو الديمقراطية - تستخدم فقط في التالي:

- كينشاسا
- بانداندو
- باس-كونغو
- إكواتور

- غينيا الاستوائية
- الغابون
- النيجر
- نيجيريا

### صيفًا فقط
أوروبا
- ألدربي (جزيرة)
- جزر فارو
- غيرنزي [2]
- جمهورية أيرلندا
- جزيرة مان
- جيرزي
- البرتغال

- باستثناء الأزور التي تستخدم ت ع م+00 بالتوقيت الصيفي.

- المملكة المتحدة
- سارك (جزيرة)
- إسبانيا - جزر الكناري

أفريقيا

### شتاءًا فقط
أوروبا
- ألبانيا
- أندورا
- البوسنة والهرسك
- النمسا
- بلجيكا
- كرواتيا
- جمهورية التشيك
- الدنمارك
- فرنسا
- ألمانيا
- جبل طارق
- المجر
- إيطاليا
- ليختنشتاين
- لوكسمبورغ
- جمهورية مقدونيا
- مالطا
- الجبل الأسود
- هولندا
- النرويج

- بالإضافة إلى سفالبارد ويان ماين

- بولندا
- سان مارينو
- صربيا
- سلوفاكيا
- سلوفينيا
- السويد
- إسبانيا

- باستثناء جزر الكناري التي تستخدم ت ع م+00 بالتوقيت الشتوي.

- سويسرا
- الفاتيكان

أفريقيا
- ناميبيا [3]